# Ernesto Ibáñez Rizo
Ernesto Ibáñez Rizo (Castelló de la Plana, 1875 - Algesires, 1944) fou un advocat i polític valencià, diputat a les Corts Espanyoles durant la restauració borbònica.
Es llicencià en dret el 1898, col·laborà a El Correo de Valencia i fou degà del Col·legi Oficial d'Advocats de València. S'afilià al Partit Liberal de la mà de José Canalejas y Méndez, amb el qual fou alcalde de València entre febrer de 1910 i agost de 1911, període durant el qual va fer construir el Mercat Central i la seu del Banc de València.
Fou elegit diputat a Corts Espanyoles pel districte de Gandia a les eleccions generals espanyoles de 1916 i per València a les eleccions generals espanyoles de 1920 després que fos anul·lada la candidatura de Luis García Guijarro. Fou també cònsol de Portugal a València.